# Campylopodium euchlorum
Campylopodium euchlorum är en bladmossart som beskrevs av Matteri in Matteri och Calabrese 1999. Campylopodium euchlorum ingår i släktet Campylopodium och familjen Dicranaceae. Inga underarter finns listade i Catalogue of Life.